# Виваро Романо
Вива̀ро Рома̀но (на италиански: Vivaro Romano) е село и община в Централна Италия, провинция Рим, регион Лацио. Разположено е на 757 m надморска височина. Населението на общината е 175 души (към 2010 г.).